# Jimena (nombre)
Jimena, Gimena o Ximena es la versión femenina del nombre Jimeno, que tiene su origen en el antropónimo Simón.[cita requerida] Su variante en francés es Chimène.

## Personas reales y ficticias
- Jimena de Asturias, esposa de Alfonso III de Asturias.
- Jimena Díaz, esposa de Rodrigo Díaz de Vivar, el Cid.
- Jimena Muñoz, concubina de Alfonso VI de León.
- Jimena Alfonso, hija de Alfonso V de León y de Urraca Garcés
- Jimena Barón, actriz y cantante argentina.
- Ximena Sariñana, actriz y cantante mexicana.
- Ximena Abarca, cantante de pop chilena.
- Ximena Rivas, actriz chilena.
- Ximena Rincón, política demócratacristiana chilena.
- Ximena Navarrete, modelo mexicana, Miss Universo 2010.
- Ximena Herrera, actriz boliviana.
- Ximena Restrepo, atleta destacada colombiana.
- Ximena Duque, actriz de televisión colombiana.
- Ximena Valcarce, política chilena.
- Gimena Accardi, actriz argentina.
- Ximena Córdoba , actriz, modelo y presentadora colombiana.
- Ximena Ayala, actriz mexicana.
- Ximena Romo, actriz mexicana.

- Datos: Q1689259
- Multimedia: Jimena (given name) / Q1689259